# Петрос Аветисян
Петрос Аветіся́н (вірм. Պետրոս Ավետիսյան; нар. 7 січня 1996) — вірменський футболіст, півзахисник збірної Вірменії та «Пюніка».

## Клубна кар'єра[3]
Народився в Єревані. Розпочав свою кар'єру в футбольній школі Малатія, яка пізніше була перейменована в «Бананц». Після того, як Петрос пройшов усі молодіжні рівні, він став найкращим бомбардиром «Бананца-2» у Першій лізі Вірменії у сезоні 2014/15 і перейшов в першу команду клубу.
11 листопада 2014 року він дебютував у Прем'єр-Лізі Вірменії у виїзному матчі проти «Пюніка». Через два тижні він дебютував у стартовому складі «Бананца».
У 2015/16 він був одним з ключових гравців «Бананца». Клуб виграв Кубок Вірменії в той сезон. Його талант був оцінений багатьма футбольними фахівцями. Президент федерації футболу Вірменії Рубен Айрапетян заявив, що Аветісян може стати другим Генріхом Мхітаряном якщо працюватиме так само важко, як і Мхітарян. іспанський головний тренер «Бананца» Тіто Рамальо заявив, що Аветісян має величезний потенціал і талант
29 липня 2016 року Аветісян підписав орендну угоду з єреванським «Пюніком» на 6 місяців і зіграв майже всі матчі в стартовому складі клубу в першій половині сезону 2016/17. 23 січня 2017 року він перейшов у «Пюнік» на постійній основі.

## Збірна
Аветісян дебютував у молодіжній збірній Вірменії 8 вересня 2015 року в домашньому матчі проти Румунії (2-3). він взяв участь у 9 матчах відбору на молодіжне Євро-2017 у Польщі.
3 листопада 2016 року він був вперше викликаний в національну збірну вперше, але на поле не виходив.
13 червня 2017 року він забив свій перший гол за Вірменію U-21 як капітан у матчі проти Гібралтару U-21 у відборі на молодіжне Євро-2019 року.

## Досягнення

### Клуб
Бананц Єреван
- Володар Кубка Вірменії: 2015/16
- Володар Суперкубка Вірменії: 2014

 Арарат-Вірменія
- Чемпіон Вірменії: 2018–19
- Володар Суперкубка Вірменії: 2019